# Nazionale femminile di rugby a 15 dell'Inghilterra
La nazionale di rugby a 15 femminile dell’Inghilterra (in inglese England women’s national rugby union team) è la selezione di rugby a 15 femminile che rappresenta l’Inghilterra in ambito internazionale.
Attiva dal 1987, opera ufficialmente dal 2012 sotto la giurisdizione della Rugby Football Union ed è la nazionale più vincente del rugby femminile europeo nonché una delle più titolate al mondo, avendo vinto al 2018 due edizioni della Coppa del Mondo e quindici del Sei Nazioni, entrambe competizioni alle quali ha sempre ininterrottamente preso parte, cui si aggiungono anche quattro titoli di campione d’Europa.
Il commissario tecnico a interim è, per il 2023, Sarah Hunter che ha preso il posto del dimissionario Simon Middleton in quanto il nuovo C.T., John Mitchell è disponibile solo da dopo la fine della Coppa del Mondo 2023.
Le giocatrici sono note con il soprannome di Red Roses («Rose rosse»).
La formazione non ha uno stadio dedicato, anche se sovente è utilizzato lo Stoop di Londra; talora la squadra ha giocato anche allo stadio di Twickenham, la casa storica della nazionale maschile.
Al 2 dicembre 2024 la squadra occupa la 1ª posizione del ranking World Rugby.

## Storia

### Le origini
Benché le donne avessero praticato rugby nel Regno Unito fin dalla fine del XIX secolo (esistono resoconti di un incontro tra due rappresentative di Scozia e Inghilterra a Liverpool disputatosi nel giugno 1881), fu solo alla fine degli anni settanta del XX secolo, quindi quasi cent’anni più tardi, che il rugby femminile riuscì faticosamente a darsi un abbozzo di struttura sia nelle Isole Britanniche che altrove nel resto d’Europa.
Tra le pioniere della disciplina in Gran Bretagna figura Deborah Griffin la quale, nel 1978, decise di coinvolgere alcune compagne d’università dello University College di Londra nella formazione di una squadra che disputasse incontri regolari contro le pari categoria del concittadino King’s College.

Logo della Rugby Football Union for Women

Nei successivi 5 anni si aggiunsero altre università da tutta la Gran Bretagna e nel 1983 Griffin si fece promotrice della nascita della Women’s Rugby Football Union (WRFU), organismo di disciplina di tutto il rugby del Paese; qualche anno più tardi, con la separazione dei club non inglesi, la federazione cambiò nome in Rugby Football Union for Women (RFUW) e rappresentò solo il rugby femminile d’Inghilterra (con l’eccezione di un singolo club universitario dal Galles).
In tale periodo, tuttavia, la WRFU gestì una nazionale unificata della Gran Bretagna che disputò 8 incontri tra il 1986 e il 1990 con valore di full international.
Alla data dei primi test della WRFU diverse compagini europee avevano già esordito nel rugby internazionale: Francia e Paesi Bassi avevano disputato nel 1982 a Utrecht il primo test match femminile di sempre, nel 1985 la stessa Francia aveva tenuto a battesimo l’Italia a Riccione.
Il 1987 fu la volta dell’Inghilterra: a Pontypool, il 5 aprile di quell’anno, una selezione ufficiale della RUFW scese in campo contro le padrone di casa del Galles, anch’esse al loro esordio internazionale.
L’incontro, disputatosi davanti a circa 700 persone, terminò 22-4 per le inglesi capitanate da Carol Isherwood.
Il Galles fu l’avversario d’elezione per le successive sei partite dell’Inghilterra che precedettero la Coppa del Mondo di rugby femminile 1991: infatti le due compagini si incontrarono altre quattro volte, e nelle rimanenti due occasioni le inglesi incontrarono e batterono Paesi Bassi e Svezia.
La stessa Deborah Griffin, già fondatrice della federazione, e altre tre dirigenti dello stesso organismo, nonché sue compagne di squadra, Sue Dorrington, Alice Cooper e Mary Forsyth, a seguito dell’organizzazione, nel 1990, di un evento internazionale in Nuova Zelanda chiamato RugbyFest, decisero di contattare varie federazioni europee dove all’epoca si giocava il grosso del rugby femminile e allestirono in Galles, praticamente senza mezzi economici, la prima edizione della Coppa del Mondo, cui all’epoca l’International Rugby Bord non garantì alcuna ufficialità (salvo conferirgliela a posteriori negli anni duemila).
Nella fase a gironi della Coppa del Mondo le inglesi batterono in sequenza Spagna e Italia, e in semifinale la Francia; in finale andarono incontro alla prima sconfitta della loro storia contro gli Stati Uniti per 6-19.
Tre anni più tardi le stesse dirigenti inglesi organizzarono una seconda edizione della competizione nei Paesi Bassi ma, quando l’International Rugby Board comunicò la mancata ufficializzazione, la federazione olandese rinunciò a ospitare la Coppa del Mondo che trovò casa in Scozia.
La manifestazione, che partì ad aprile 1994 con perfino meno coperture economiche della precedente, tanto da costringere alcune giocatrici a recarsi a Edimburgo con un giorno di ritardo e saltare il primo incontro per risparmiare sulle spese alberghiere, vide le inglesi dominare la fase a gironi contro la stessa Scozia e la Russia, ed eliminare Canada e, in semifinale, ancora la Francia; incontrarono in finale di nuovo le statunitensi, contro cui si presero la rivincita battendole 38-23 e laureandosi campionesse del mondo anche se all’epoca non ancora in via ufficiale.

### L’era dell’Home Nations’ Championship
Nel 1996 l’Inghilterra, insieme alle altre tre Home Nation Galles, Irlanda e Scozia, diede vita a un torneo analogo al Sei Nazioni maschile, l’Home Nations’ Championship, anch’esso destinato, anni dopo, ad assumere la stessa denominazione del torneo degli uomini a seguito dell’ampliamento a 6 squadre; proprio le inglesi furono le prime vincitrici della neo istituita competizione con il Grande Slam e, l’anno successivo, ottennero lo stesso risultato a punteggio pieno.
Ancora nel 1997 l’Inghilterra si recò per la prima volta nell’Emisfero Sud e disputò il suo primo incontro con la Nuova Zelanda, da cui fu sconfitta a Christchurch per 0-67, al 2018 la sua più pesante sconfitta.
Nel 1998 l’Inghilterra subì la prima sconfitta nel torneo a opera della Scozia, la quale si aggiudicò la terza edizione del Championship.
Inoltre in tale anno, alfine, l’International Rugby Board conferì ufficialità alla Coppa del Mondo femminile e organizzò nei Paesi Bassi la sua prima edizione di tale manifestazione: l’Inghilterra giunse fino alla semifinale dove perse 11-44 contro le campionesse uscenti della Nuova Zelanda, e poi sconfisse il Canada 31-15 nella finale per il terzo posto, al 2018 il suo peggior piazzamento nella manifestazione.

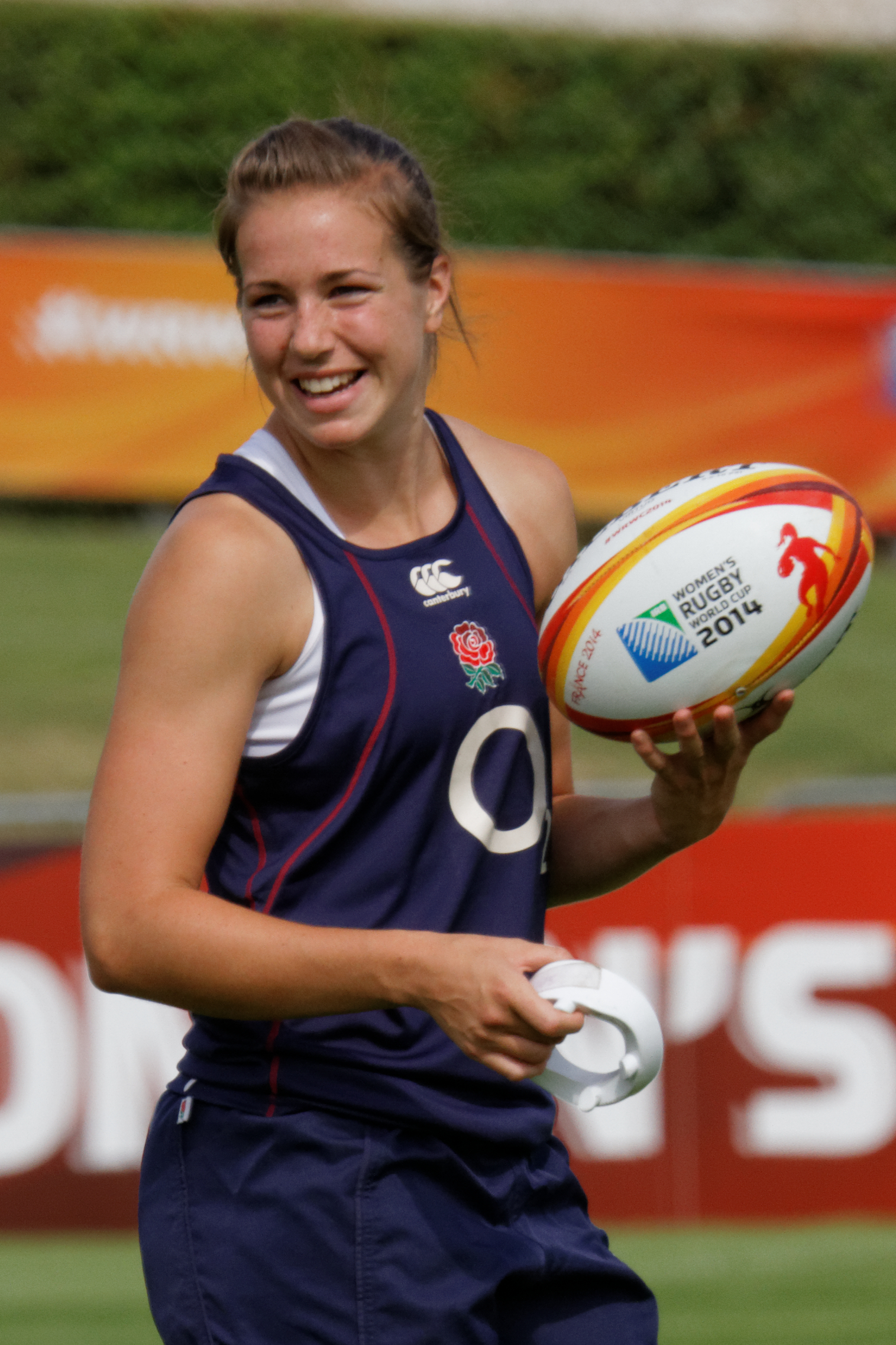
Emily Scarratt, campionessa del mondo nel 2014 e miglior marcatrice di tale edizione

Tra il 1999 e il 2008 l’Inghilterra vinse 7 delle 10 edizioni del Cinque e, a seguire, Sei Nazioni, perdendo solo tre incontri su 47 (tutti e tre contro la Francia); parimenti, nelle tre Coppe del Mondo di inizio millennio la squadra realizzò percorso netto sempre fino alla finale, venendo sconfitta in tutte e tre le occasioni dalla Nuova Zelanda (per 9-19 in Spagna nel 2002, 17-25 in Canada nel 2006 e 10-13 in casa propria nel 2010).
Nella striscia di successi consecutivi al Sei Nazioni tra il 2006 al 2012, spicca quello del 2009 in quanto fu l’unico della serie — e al 2018 l’unico delle inglesi in assoluto — a essere stato vinto senza il Grande Slam, perché la squadra subì nella seconda giornata di torneo una sconfitta per 15-16 contro il Galles.
Nel 2010 la RFUW divenne una divisione costitutiva della Rugby Football Union e, nel 2012, il rugby femminile fu integrato completamente nella federazione, con Deborah Griffin incaricata di gestire il biennio di assimilazione.
Anche alla Coppa del Mondo di rugby femminile 2014 in Francia l’Inghilterra giunse fino alla finale, ma nell’ultimo atto a Parigi trovò il Canada, che peraltro aveva imposto alle inglesi un pareggio 13-13 durante la fase a gironi del torneo, e lo batté 21-9, così portando a casa il titolo mondiale dopo quello di vent’anni prima, nel frattempo divenuto ufficiale.
In preparazione della Coppa del Mondo 2017 la Rugby Football Union avviò un programma di retribuzione delle giocatrici in maniera tale che esse potessero dedicarsi in maniera professionale al rugby; suscitò polemiche quindi, e anche un’interrogazione parlamentare, il preannuncio della decisione di sopprimere il finanziamento dopo la Coppa del Mondo in Irlanda per destinare risorse alla nazionale Seven.
Le inglesi vinsero a punteggio pieno un girone che le vedeva contrapposte a Italia, Spagna e Stati Uniti, e in semifinale eliminarono la Francia; al Ravenhill di Belfast trovarono ancora una volta di fronte la Nuova Zelanda che vinse 42-31 al termine di una finale spettacolare in cui le due contendenti marcarono insieme 11 mete (4 inglesi e 7 delle Black Ferns) laddove sommando tutte quelle marcate nelle tre finali precedenti che le avevano viste protagoniste si arrivava solo a dieci.
Dal punto di vista mediatico la partita di semifinale delle inglesi contro la Francia catturò un’audience record, per il rugby femminile, di 3 200 000 spettatori su France 2; la finale contro la Nuova Zelanda registrò sul canale britannico ITV un picco di 2 650 000 spettatori, circa la metà di quanti videro in televisione la finale maschile del 2015 tra Australia e Nuova Zelanda.
Dopo il campionato del mondo la federazione inglese difese la sua decisione di rinnovare il contratto solo a quelle rugbiste che facevano parte del programma della nazionale a sette, ma tentò di rimediare con un gettone di presenza complessivo per i test match di novembre pari a un massimo di 5 000 sterline a giocatrice, da calibrare a seconda degli incontri disputati; ancora un anno dopo la Coppa del Mondo la RFU, per bocca del suo presidente Steve Brown, comunicò l’intenzione di valutare l’opportunità di estendere il professionismo alle donne fin dalla stagione 2018-19.
Il C.T. Simon Middleton ha cessato il suo incarico dopo la vittoria nel Sei Nazioni 2023.
Il suo posto è stato assegnato ad interim all'ex giocatrice Sarah Hunter in attesa che il C.T. designato, il neozelandese John Mitchell, esaurisca i suoi impegni di allenatore degli avanti della nazionale maschile giapponese, impegnata nella Coppa del Mondo 2023.

## Colori e simboli
La nazionale femminile condivide gli stessi colori e simboli di quella maschile e, più in generale, del rugby internazionale inglese.
Il simbolo è la rosa rossa della casa di Lancaster, uno dei due rami dei Plantageneti che regnarono sull’Inghilterra tra il XII e il XV secolo.
Anche il simbolo utilizzato dalla Rugby Football Union for Women fu una rosa rossa (da cui anche il soprannome di Red Roses per le giocatrici della squadra, benché di forma leggermente diversa, raffigurando una rosa tea con i petali chiusi; dopo l'integrazione nella RFU comunque la squadra adottò il simbolo usato da tutte le altre squadre nazionali.
Maglia e pantaloncini della prima uniforme sono completamente bianchi, e i calzettoni sono blu marino; i colori della seconda uniforme hanno variato spesso, e i più recenti sono una tenuta completamente blu marino.
Sponsor tecnico degli equipaggiamenti è, dal 1º settembre 2020, la britannica Umbro, fornitrice fino a tutto il 31 agosto 2023; Umbro succede alla connazionale Canterbury of New Zealand, fornitrice per 8 anni essendo succeduta nel 2012  alla statunitense Nike.

## Statistiche
Le statistiche che seguono tengono conto dei risultati a tutto il Sei Nazioni 2018.

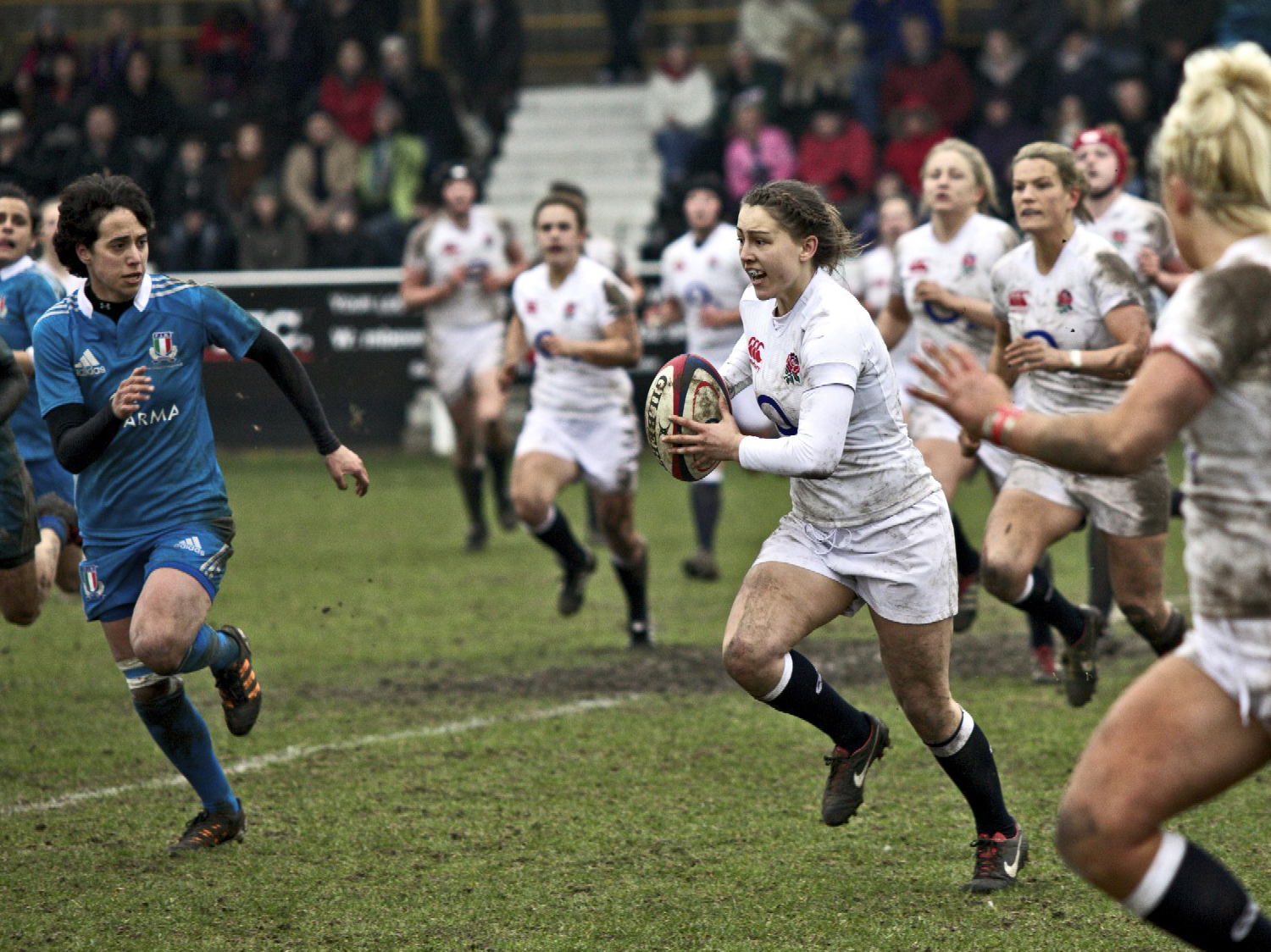
Una fase di Inghilterra — al Sei Nazioni 2013

L’Inghilterra ha disputato 260 incontri internazionali, vincendone 215, pareggiandone 3 e perdendone 42.
Di tali 42 sconfitte, 17 vengono dalla Nuova Zelanda (affrontata complessivamente 26 volte, unica squadra contro la quale l’Inghilterra abbia saldo negativo) e 14 dalla Francia (a fronte di 28 vittorie); la Francia è anche l’avversaria incontrata più volte in assoluto, 42, mentre contro la Nuova Zelanda l’Inghilterra subì la sconfitta con il maggiore scarto, 0-67 nel 1997, in occasione della sua prima partita contro le Black Ferns.
Le altre 11 sconfitte sono a opera di Canada (3), Galles, Irlanda e Scozia (2 ciascuna) e Spagna e Stati Uniti (una ciascuna).
In otto edizioni di Coppa del Mondo la nazionale inglese vanta la singolarità di avere subito sconfitte solo dalla Nuova Zelanda, eccezion fatta per la finale della prima edizione del 1991 in cui a vincere furono gli Stati Uniti; le neozelandesi hanno vinto cinque volte contro le inglesi, nella semifinale del 1998 e nelle finali del 2002, 2006, 2010 e 2017.
Tutte le sconfitte sono giunte nelle fasi a eliminazione.
Nella fase a gironi l’Inghilterra non ha mai perso, e l’unica squadra uscita imbattuta dal confronto contro di essa fu il Canada che pareggiò 13-13 nel primo turno della Coppa 2014.
Nel Sei Nazioni l’Inghilterra vanta, al 2018, un record di 14 vittorie complessive, di cui 13 con il Grande Slam, e di 7 vittorie consecutive tra il 2006 e il 2012; in tale periodo stabilì il record di partite vinte consecutivamente nel torneo (19, realizzato due volte: dalla 3ª giornata dell’edizione 2005 alla 1ª giornata del 2008 e dalla 3ª giornata di quest'ultima edizione alla 1ª giornata del 2013 incluse).
Più in generale l’Inghilterra ha disputato 106 incontri nel Sei Nazioni, vincendone 93 e perdendone 13.
A livello individuale, la giocatrice con il maggior numero di presenze è Rochelle Clark (1981-) che, tra il 2003 e il 2018, anno del suo ritiro internazionale, disputò 137 incontri ed è in assoluto la rugbista inglese ad avere giocato più volte per il suo Paese, battendo anche il record del suo collega di ruolo Jason Leonard (114 presenze) nella nazionale maschile.
A detenere il primato di miglior realizzatrice è invece Emily Scarratt (1990-) che durante la Coppa del Mondo 2014 raggiunse il record di 434 punti (39 mete, 70 trasformazioni e 33 calci piazzati).
Danielle Waterman (1985-) è altresì la primatista solitaria della classifica delle mete marcate (47), record conseguito nella giornata conclusiva del Sei Nazioni 2018 contro l’Irlanda quando staccò Sue Day (1972-) con cui condivideva il primato di 46 mete.

## Palmarès
- Coppe del mondo: 2
1994, 2014
- Sei Nazioni: 18
1996, 1997, 1999, 2000, 2001, 2003, 2006, 2007, 2008, 2009, 2010, 2011, 2012, 2017, 2019, 2020, 2021, 2022
- Campionati europei: 4
1997, 2007, 2008, 2012
- Trofei europei: 1
2011